# Liste der Biografien/Baj
Liste der Biografien |
Portal Biografien |
Personensuche
# |
A |
B |
C |
D |
E |
F |
G |
H |
I |
J |
K |
L |
M |
N |
O |
P |
Q |
R |
S |
T |
U |
V |
W |
X |
Y |
Z |
?
 
Ba |
Be |
Bd |
Bg |
Bh |
Bi |
Bj |
Bl |
Bm |
Bn |
Bo |
Br |
Bs |
Bu |
Bw |
By |
Bz
 
Baa |
Bab |
Bac |
Bad |
Bae |
Baf |
Bag |
Bah |
Bai |
Baj |
Bak |
Bal |
Bam |
Ban |
Bao |
Bap |
Baq |
Bar |
Bas |
Bat |
Bau |
Bav |
Baw |
Bax–Baz
Die Liste der Biografien führt alle Personen auf, die in der deutschsprachigen Wikipedia einen Artikel haben. Dieses ist eine Teilliste mit 123 Einträgen von Personen, deren Namen mit den Buchstaben „Baj“ beginnt.

## Baj
- Baj, Enrico (1924–2003), italienischer Maler, Bildhauer, Anarchist und Kunsttheoretiker
- Baj, Józef (1922–2006), polnischer Widerstandskämpfer
- Baj, Tommaso († 1714), italienischer Barockkomponist

### Baja
- Baja, Fathi, libyscher Politikwissenschaftler und Mitglied des Nationalen Übergangsrates
- Bajada, Roderick (* 1983), maltesischer Fußballspieler
- Bajada, Shaun (* 1983), maltesischer Fußballspieler
- Bajada, Thomas (* 1994), maltesischer Politiker der Partit Laburista
- Bajadali, Andrew (* 1973), US-amerikanischer Straßenradrennfahrer
- Bajagić, Momčilo (* 1960), jugoslawischer bzw. serbischer Pop-Rock-SängerMomčilo Bajagić Bajaga (* 1960)

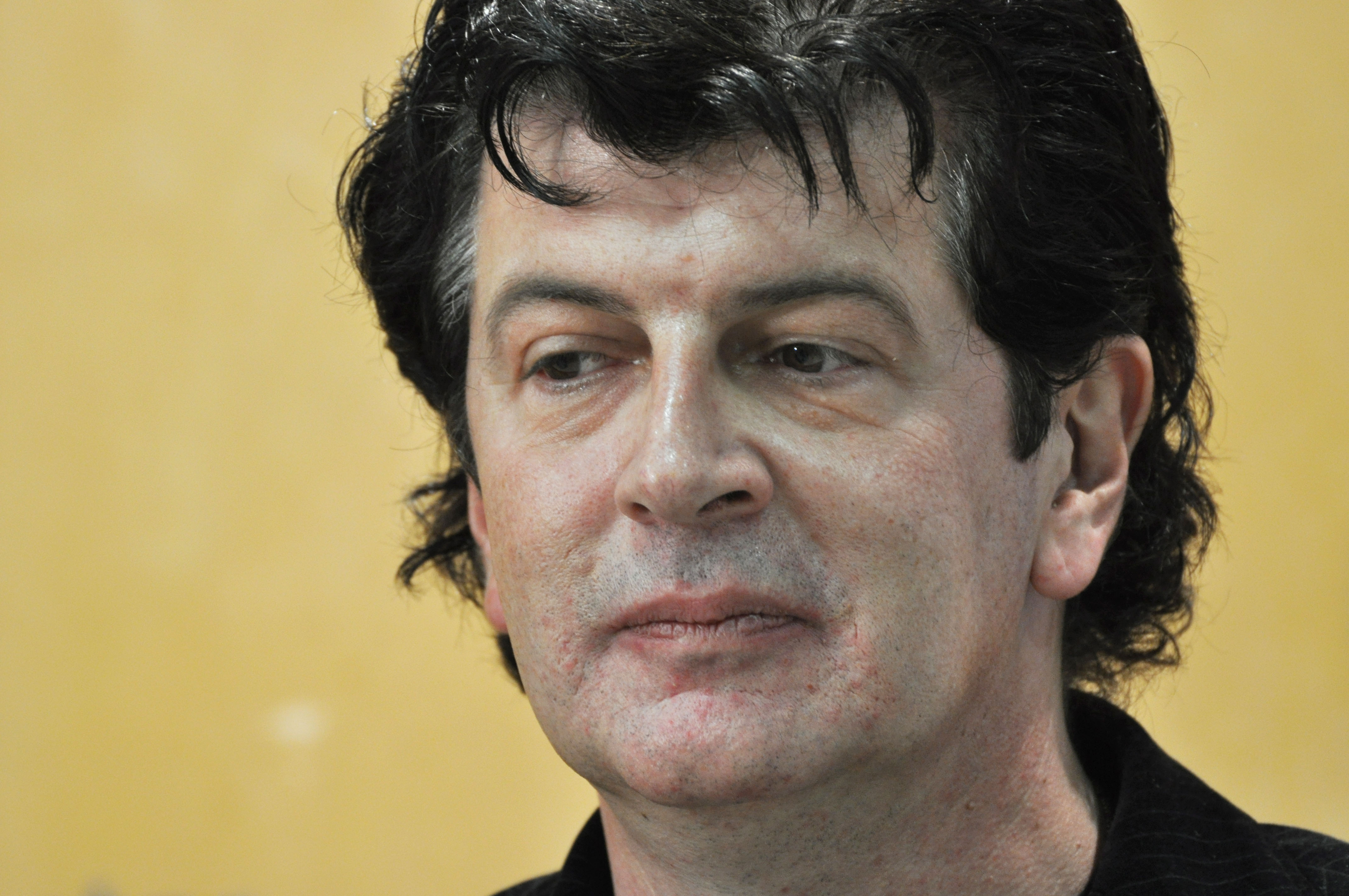
Momčilo Bajagić Bajaga (* 1960)

- Bajaha, Bala Musa (* 1976), gambischer Fußballspieler
- Bajakian, Clint (* 1963), US-amerikanischer Komponist für Computerspiele
- Bajakowski, Juri Matwejewitsch (1937–2014), sowjetisch-russischer Informatiker und Hochschullehrer
- Bajalich von Bajahaza, Adam (1734–1800), österreichischer Feldmarschall-Lieutenant und Ritter des Maria-Theresien-Ordens
- Bajani, Andrea (* 1975), italienischer Journalist und Schriftsteller
- Bajanmönch, Chorloogiin (* 1944), mongolischer Ringer
- Bajanowa, Alla Nikolajewna (1914–2011), russische Sängerin
- Bajar, Palamdordschiin (* 1941), mongolischer Boxer
- Bajar, Sandschaagiin (* 1956), mongolischer Politiker, Premierminister
- Bajarkevičius, Algirdas Jurgis (1947–1996), litauischer Schachfunktionär
- Bajarmaa, Namchaidordschiin (* 1978), mongolische Gewichtheberin
- Bajarsaichan, Mönchbold (* 1988), mongolischer Eishockeytorwart
- Bajarsaichan, Namdschilyn (* 1965), mongolischer Boxer
- Bajaschalanow, Schigschit Bairowitsch (* 1985), russischer Bildhauer und Waffenschmied
- Bajasgalan, Wanduin (* 1954), mongolischer Boxer
- Bajasitowa, Aida Rustamowna (* 1998), russische Skilangläuferin
- Bajaziti, Darlien (* 1994), albanischer Fußballspieler
- Bajaziti, Dashnor (* 1955), albanischer Fußballspieler

### Bajc
- Bajc, Alojz (* 1932), jugoslawischer Radrennfahrer
- Bajc, Andi (* 1988), slowenischer Straßenradrennfahrer
- Bajc, Maks (1919–1983), jugoslawischer Schauspieler
- Bajc, Vasja (* 1962), jugoslawischer Skispringer und slowenischer Skisprungtrainer
- Bajčetić, Stefan (* 2004), spanisch-serbischer FußballspielerStefan Bajčetić (* 2004)

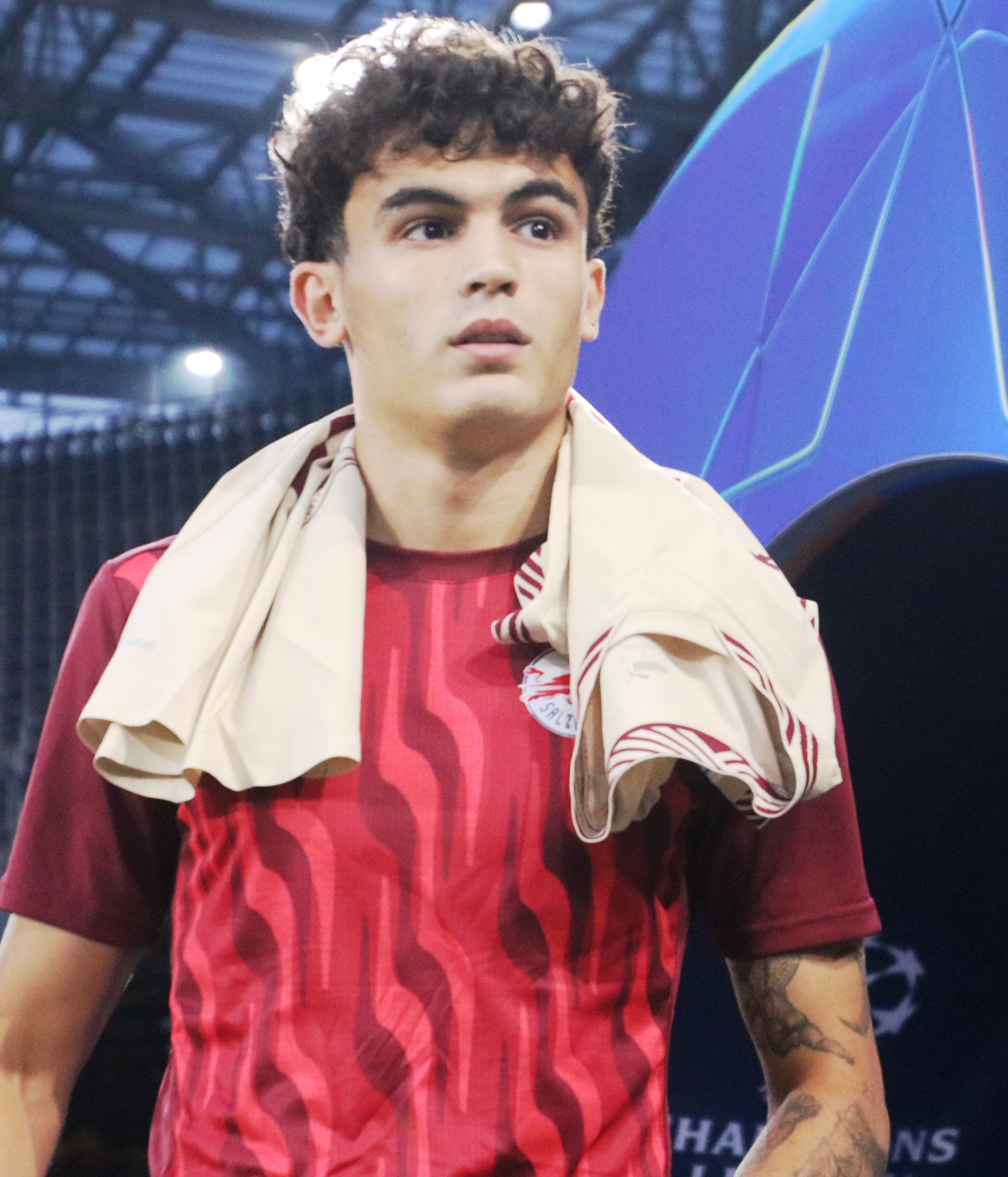
Stefan Bajčetić (* 2004)

- Bajčičák, Martin (* 1976), slowakischer Skilangläufer
- Bajcsy, Ruzena (* 1933), US-amerikanische Informatikerin
- Bajcsy-Zsilinszky, Endre (1886–1944), ungarischer Politiker, Mitglied des Parlaments und Widerstandskämpfer

### Baje
- Bajegan, Afsaneh (* 1962), iranische Schauspielerin
- Bajekenow, Bolat (1942–2023), kasachischer Politiker
- Băjenaru, Liviu (* 1983), rumänischer Fußballspieler
- Bajer, Fredrik (1837–1922), dänischer Politiker, Mitglied des Folketing, Friedensnobelpreisträger
- Bajer, Matilde (1840–1934), dänische Frauenrechtlerin und Pazifistin
- Bajer, Sharon (* 1968), kanadische Schauspielerin
- Bajević, Dušan (* 1948), bosnischer Fußballspieler und -trainer
- Bajević, Maja (* 1967), bosnische Videokünstlerin
- Bajew, Alexander Alexandrowitsch (1904–1994), russischer Chemiker
- Bajew, Christo (1922–1983), bulgarischer Opern- und Operettensänger
- Bajew, Denis Jurjewitsch (* 1983), russischer Eishockeyspieler

### Bajg
- Bajgelmann, Dawid (* 1887), polnischer Geiger, Komponist und Dirigent
- Bajgora, Ari (* 2004), norwegischer Rapper
- Bajgoric, Alen (* 1994), österreichischer Handballspieler

### Baji
- Baji Rao II. (1775–1851), Anführer der Marathen
- Baji, Balázs (* 1989), ungarischer Hürdenläufer
- Bajic, Ante (* 1995), österreichischer Fußballspieler
- Bajic, Brana, bosnische Schauspielerin
- Bajić, Branimir (* 1979), bosnisch-herzegowinischer Fußballspieler
- Bajić, Nedeljko (* 1968), serbischer Sänger
- Bajić, Riad (* 1994), bosnisch-herzegowinischer Fußballspieler
- Bajić, Stefan (* 2001), französisch-serbischer Fußballspieler
- Bajin, Sascha (* 1984), deutscher Tennistrainer
- Bajirao I. (1700–1740), Peshwa der Marathen

### Bajk
- Bajkó, Károly (1944–1997), ungarischer Ringer

### Bajl
- Bajlicz, Nicolas (* 2004), österreichischer Fußballspieler
- Bajlo, Šime (* 1938), jugoslawischer Radrennfahrer

### Bajn
- Bajnai, Gordon (* 1968), ungarischer Politiker, Ministerpräsident Ungarns (2009–2010)
- Bajner, Bálint (* 1990), ungarischer Fußballspieler
- Bajnóczy, József (1888–1977), ungarischer Generaloberst

### Bajo
- Bajo, Lamin Kaba (* 1964), gambischer Politiker, Außenminister Gambias
- Bajo, Momodou Clarke († 2009), gambischer Ökonom
- Bajog, Bernd (* 1946), deutscher Regisseur und Drehbuchautor
- Bajog, Günther (1927–2006), deutscher Schriftsteller
- Bajohr, Frank (* 1961), deutscher Historiker
- Bajohr, Hannes (* 1984), deutscher Autor, Philosoph, Literaturwissenschaftler und Übersetzer
- Bajohr, Stefan (1950–2022), deutscher Politiker (Bündnis 90/Die Grünen), MdL und Sozialwissenschaftler
- Bajołek, Andrzej (1945–2016), polnischer Politiker, Mitglied des Sejm
- Bajon, Anthony (* 1994), französischer FilmschauspielerAnthony Bajon (* 1994)

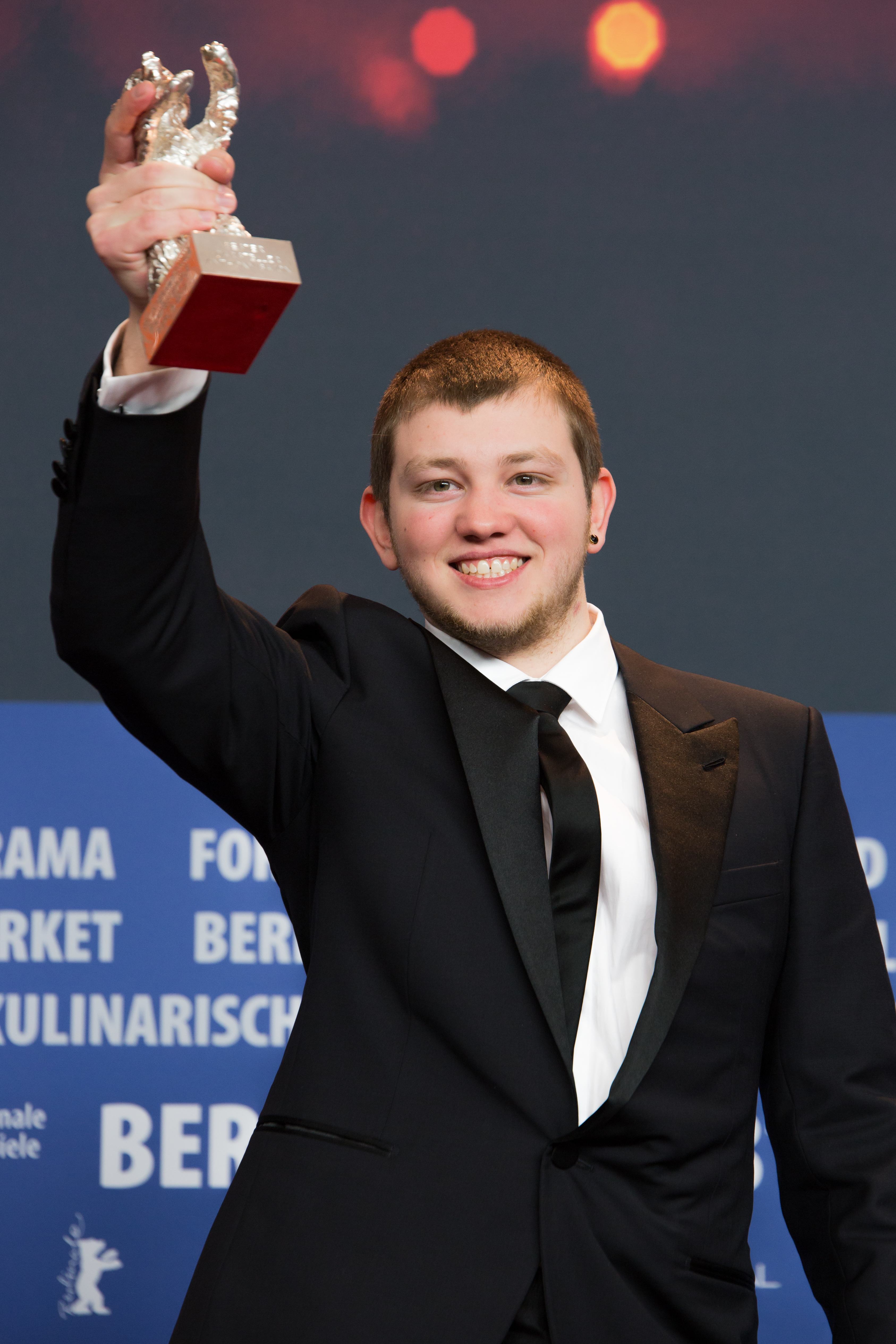
Anthony Bajon (* 1994)

- Bajon, Filip (* 1947), polnischer Filmregisseur und Autor
- Bajonczak, Ingo, deutscher Thrash-Metal-Sänger
- Bajor, Marek (* 1970), polnischer Fußballspieler
- Bajor, Michał (* 1957), polnischer Schauspieler und Chansonnier
- Bajoras, Arvydas (* 1956), litauischer Politiker
- Bajoras, Feliksas Romualdas (* 1934), litauischer Komponist
- Bajorienė, Angelė (* 1961), litauische sozialdemokratische Politikerin
- Bajour, Simón (1928–2005), argentinischer Geiger und Tangomusiker

### Bajp
- Bajpai, Aparnaa (* 1990), indisches Model und Schauspielerin
- Bajpai, Manoj (* 1969), indischer Schauspieler

### Bajr
- Bajrakitiyabha (* 1978), thailändische Adelige und DiplomatinBajrakitiyabha (* 1978)

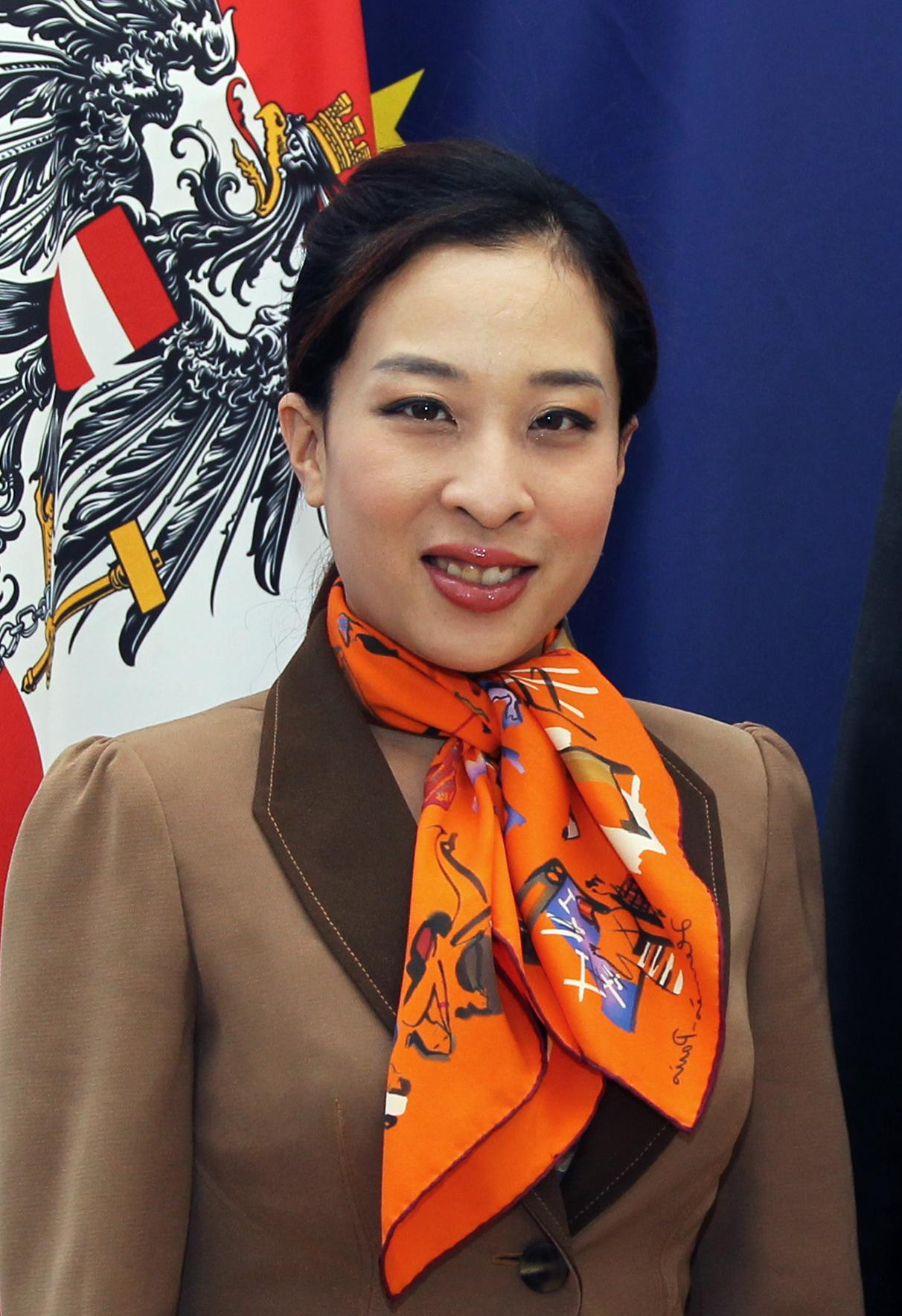
Bajrakitiyabha (* 1978)

- Bajraktaraj, Arben (* 1973), französischer Schauspieler albanischer Herkunft
- Bajraktarević, Esmir (* 2005), US-amerikanisch-bosnischer Fußballspieler
- Bajraktari, Arbiona (* 1996), albanische Fußballspielerin
- Bajraliu, Linea (* 2007), schwedische Tennisspielerin
- Bajramaj, Zylfije (* 1997), albanische Fußballspielerin
- Bajrami, Adrian (* 2002), albanisch-schweizerischer Fussballspieler
- Bajrami, Arta (* 1980), kosovarische Popmusikerin
- Bajrami, Eldis (* 1992), mazedonischer Fußballspieler
- Bajrami, Emir (* 1988), schwedischer Fußballspieler
- Bajrami, Labinot (* 2005), Schweizer Fussballspieler
- Bajrami, Luàna (* 2001), französische Schauspielerin
- Bajrami, Nedim (* 1999), schweizerisch-albanischer Fußballspieler
- Bajrami, Selma (* 1980), bosnisch-herzegowinische Pop- und Turbo-Folk-Sängerin
- Bajramjan, Choren (* 1992), russischer Fußballspieler
- Bajramović, Indira (* 1968), Roma-Aktivistin aus Bosnien-Herzegowina
- Bajramović, Kenan (* 1981), bosnischer Basketballspieler
- Bajramović, Šaban (1936–2008), jugoslawischer bzw. serbischer Sänger
- Bajramović, Zlatan (* 1979), bosnischer Fußballspieler und -trainerZlatan Bajramović (* 1979)

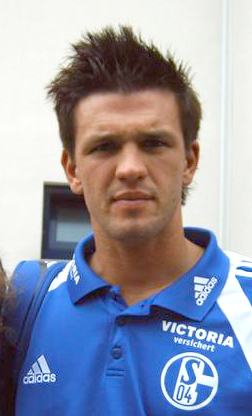
Zlatan Bajramović (* 1979)

- Bajrektarević, Sanel (* 2002), bosnischer Fußballspieler
- Bajrić, Edin (* 1980), bosnisch-herzegowinischer Künstler, lebt und arbeitet in Hannover
- Bajrovic, Admir (* 1995), schwedischer Fußballspieler

### Bajs
- Bajsić, Zvonimir (1925–1987), jugoslawischer Dramatiker, Regisseur und Übersetzer

### Bajt
- Bajtala, Miriam (* 1970), bildende Künstlerin
- Bajtaljuk, Olha (* 1955), sowjetische Ruderin
- Bajter, Maximiliano (* 1986), uruguayischer Fußballspieler

### Baju
- Bajuk, Andrej (1943–2011), slowenischer Politiker
- Bajuk, Lidija (* 1965), jugoslawische bzw. kroatische Sängerin, Komponistin und Volkskundlerin
- Bajuk, Matevž (* 1990), slowenischer Badmintonspieler
- Bajul, Oksana (* 1977), ukrainische EiskunstläuferinOksana Bajul (* 1977)

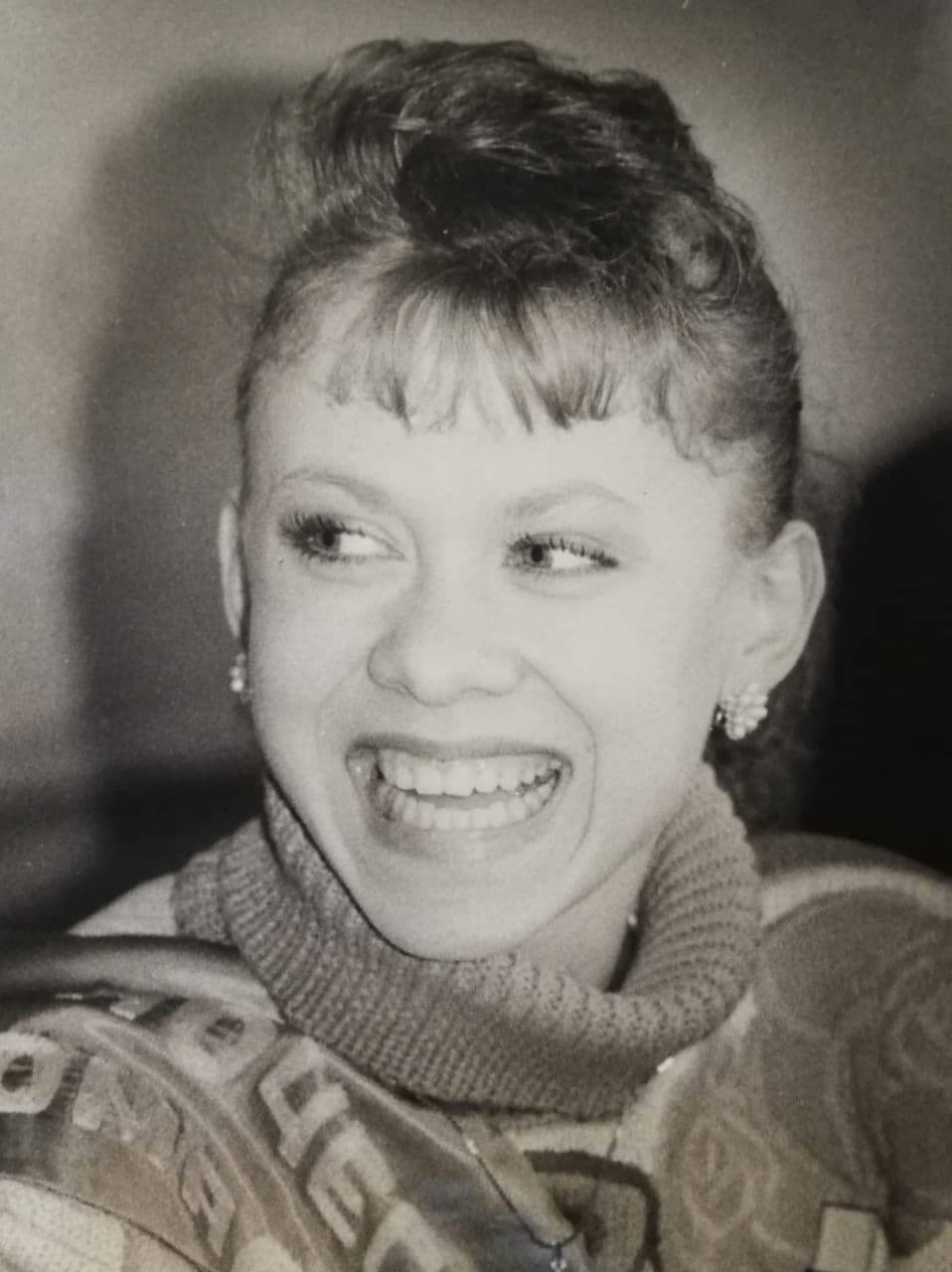
Oksana Bajul (* 1977)

- Bajus, Michael (1513–1589), katholischer Theologe
- Bajus, Peter (1795–1875), deutscher Schnellläufer und Hofläufer
- Bajus, Volker (* 1964), deutscher Politiker (Bündnis 90/Die Grünen), MdL

### Bajw
- Bajwa, Asif (* 1972), pakistanischer Hockeyspieler
- Bajwa, Dilpreet (* 2001), indischer Cricketspieler
- Bajwa, Jasmin (* 1996), indische Schauspielerin
- Bajwa, Qamar Javed (* 1960), pakistanischer General und Armeechef

### Bajz
- Bajza, Jozef Ignác (1755–1836), slowakischer Schriftsteller
- Bajza, József (1804–1858), ungarischer Dichter und Schriftsteller